# Bayou Blue
Bayou Blue es un lugar designado por el censo ubicado en las parroquias de Lafourche y Terrebonne en el estado estadounidense de Luisiana. En el Censo de 2010 tenía una población de 12352 habitantes y una densidad poblacional de 202,77 personas por km².

## Geografía
Bayou Blue se encuentra ubicado en las coordenadas 29°37′57″N 90°40′8″O / 29.63250, -90.66889. Según la Oficina del Censo de los Estados Unidos, Bayou Blue tiene una superficie total de 60.92 km², de la cual 60.25 km² corresponden a tierra firme y (1.09%) 0.67 km² es agua.

## Demografía
Según el censo de 2010, había 12352 personas residiendo en Bayou Blue. La densidad de población era de 202,77 hab./km². De los 12352 habitantes, Bayou Blue estaba compuesto por el 81.14% blancos, el 7.42% eran afroamericanos, el 5.67% eran amerindios, el 0.32% eran asiáticos, el 0.02% eran isleños del Pacífico, el 2.87% eran de otras razas y el 2.57% pertenecían a dos o más razas. Del total de la población el 5.19% eran hispanos o latinos de cualquier raza.